# 44527 Tonnon
44527 Tonnon este o planetă minoră (asteroid), cu un diametru de 7,03 km, din centura de asteroizi. A fost descoperită pe 22 decembrie 1998 la  de Ian Paul Griffin⁠(d) și a fost numită după Anthonie Tonnon⁠(d). 
Obiectul prezintă o orbită caracterizată de o semiaxă mare de 2,7650472921516 UAi, o excentricitate de 0,13080217319032, o înclinație de 13,988534038183 ° în raport cu ecliptica.